# Aphis cinerea
Aphis cinerea är en insektsart. Aphis cinerea ingår i släktet Aphis och familjen långrörsbladlöss. Inga underarter finns listade i Catalogue of Life.